# Цькування борсука

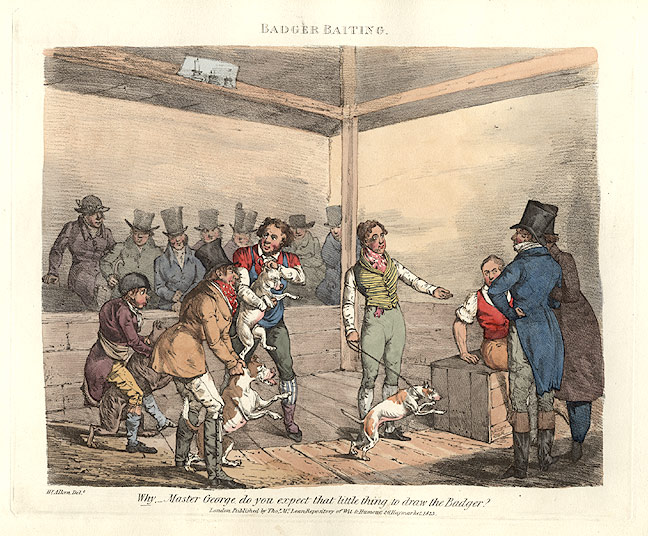
Цькування борсука

Цькування борсука (англ. Badger-baiting) — форма кривавого спорту, в якому борсука цькують собаками. Цькування зазвичай призводить до смерті борсука та, можливо, серйозних травм для собак.

## Фон
Борсук, як правило, тиха і слухняна тварина на своїй території, однак, коли його заганяють у кут або загрожують, він може проявити неабияку хоробрість. Вагою до 15 кг у дорослому стані борсук має надзвичайно небезпечний укус, який він охоче застосовує, коли йому загрожує небезпека. Крім того, борсук має надзвичайно потужні кігті, що використовуються для риття твердої землі, які більш ніж здатні поранити собаку. Грізний супротивник для будь-якого собаки, борсук був бажаною жертвою для бійцівської ями.

## Малювання борсука
Для того, щоб використати здатність борсука до самозахисту для випробування собаки, будували штучні борсучі нори, поміщали в них спійманих борсуків, а потім нацьковували собаку на борсука. Борсука поміщали в коробку, яка була облаштована імітацією його лігва і від якої вгору вів тунель. Власник борсука поміщав свою тварину в коробку.
Хронометрист оснащений годинником давав сигнал господарю випускати собаку на бій. Той, хто хоче нацькувати свого собаку на борсука, пускає його в тунель. Зазвичай собаку одразу ж хапає борсук, а собака, в свою чергу, хапає борсука. Кожен кусає, рве і з усіх сил тягне іншого. Господар собаки швидко висмикує собаку, чиї щелепи вперто вчепилися в борсука за хвіст. Їх розділяють, і борсука повертають у лігво. Потім собака повертається назад, щоб схопити борсука, і його знову витягують разом з борсуком. Ця сцена повторюється знову і знову. Чим частіше собаці вдається схопити борсука протягом хвилини, щоб їх можна було витягнути разом, тим більше вона відповідає завданням і вважається умілою.

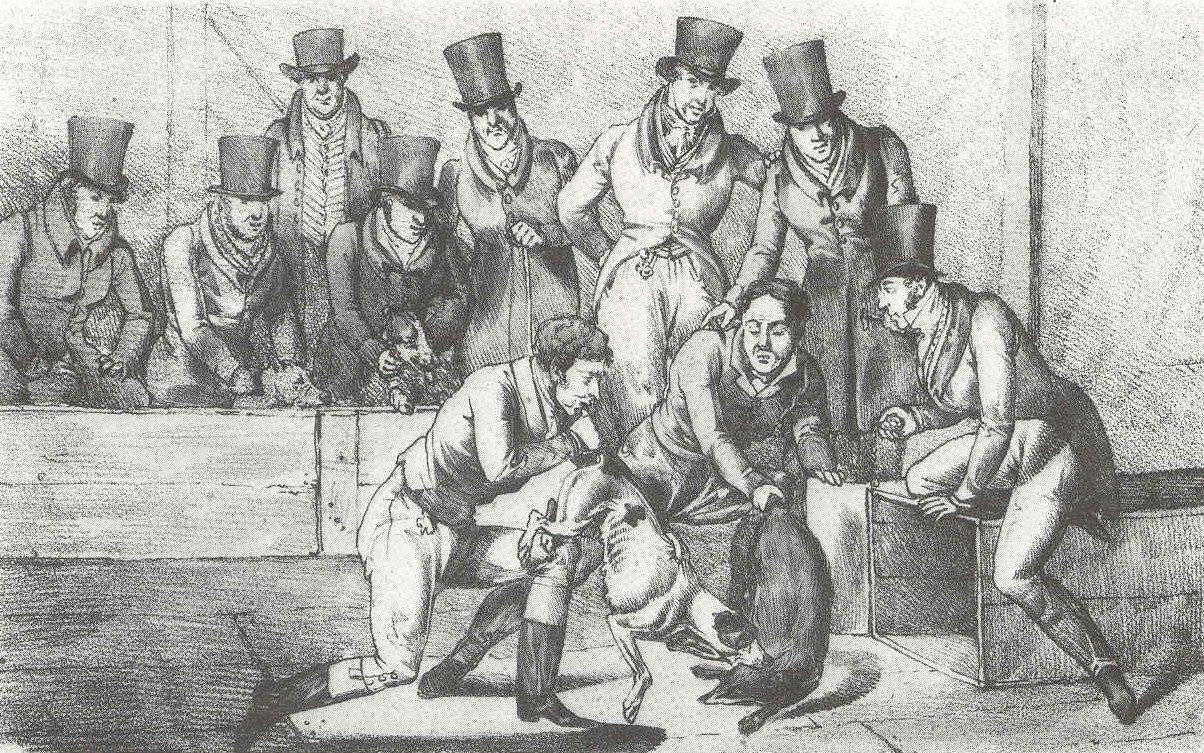
«Цькування борсука» Генрі Томаса Алкена, близько 1824 року

Цькування борсука з'явився в Англії у XVIII столітті і незабаром став дуже популярним атракціоном на тоталізаторі. Це дало нову можливість виграти або програти гроші, зробивши ставку. Таким чином, малювання борсука стало постійною частиною бою в ямі. Приманки влаштовували за межами ями, у підвалах або тавернах, як цікаву атракцію для гостей.
Ближче до середини ХІХ століття популярність цькування борсуків впала, її замінили собачі бої.

## Борсукові собаки

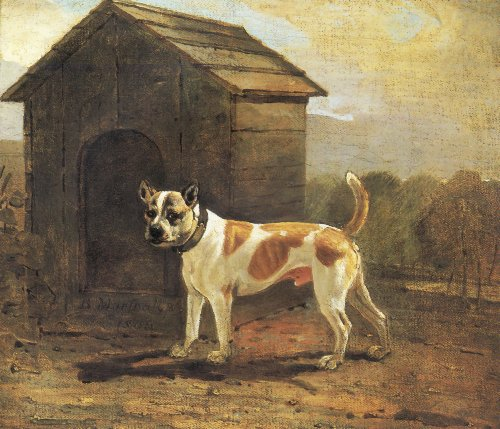
Дастмен, собака породи буль-енд-тер'єри, яку використовують для цькування борсуків. Спортивний журнал, 1812.

Деякі породи собак були спеціально розроблені для цькування борсуків, тоді як кілька інших порід використовувалися для цього завдання на додаток до більш загальної боротьби зі шкідниками; породи включають таксу і тер'єрів таких як буль-енд-тер'єр і джек-рассел-тер'єр.

## Жорстоке поводження з тваринами
Крім жорстокості щодо борсуків, у кровавому спорті також страждають собаки. Собаки зазвичай отримують травми морди та шиї. У деяких випадках травми такі, що собак необхідно умертвити.
Сьогодні мисливці часто утримуються від того, щоб везти поранених собак до ветеринара, оскільки лікар може зрозуміти, що сталося, і повідомити про це власників у поліцію. З цієї причини борсука часто калічать і/або прив'язують, щоб мінімізувати ризик травмування собак. Борсуку можуть підпиляти довгі передні кігті, вирвати ікла, зламати лопатою кінцівки або щелепу. Ходять чутки, що для того, щоб придушити рух борсука, йому перерізають сухожилля на задніх лапах. Гріффітс та ін. згадують про прибивання борсуків до землі за хвіст.
Коли борсук більше не може битися, його вбивають цькувачі, використовуючи такі методи, як постріли, удари ножем або забиття до смерті лопатою. Мертвих борсуків іноді викидають на узбіччя, щоб прийняти їх за збитих.

## Правовий статус
Цькування борсуків було заборонено у Великій Британії ще в 1835 році Законом про жорстоке поводження з тваринами. Практика цькування тварин зараз спеціально заборонена Законом про захист тварин 1911 року. Крім того, жорстоке поводження з борсуком і його вбивство є правопорушенням відповідно до Закону про захист борсуків 1992 року і подальші правопорушення згідно з цим законом неминуче вчиняються, щоб сприяти цькуванню борсука, включаючи втручання в установку, або захоплення або саму володіння борсуком з метою, відмінною від догляду за пораненою твариною. Якщо особу визнають винною, їй може загрожувати тюремне ув'язнення на строк до шести місяців, штраф у розмірі до 5000 фунтів стерлінгів та інші заходи покарання, зокрема, але не обмежуючись ними: громадські роботи та заборона мати собаку.
У Республіці Ірландія борсуки та їхні поселення охороняються Законом про дику природу 1976 року та Законом про внесення змін до Закону про дику природу 2000 року.

## Новий час
Незважаючи на те, що цькування борсуків було незаконним протягом понад 180 років, ця практика продовжується таємним способом по всій Великій Британії та Ірландії аж до сьогодні. У лютому 2009 року газета The Sunday Times повідомила, що цькування борсуків практикується міжнародно організованими «запеклими тер'єрменами». Sunday Times також повідомила, що з боку ірландського уряду мало уваги приділяється жорстокому поводженню з тваринами в цілому. Повідомлення призвело до поліцейської операції в Північній Ірландії, під час якої було вилучено кілька собак, але нікого не було арештовано.
У Республіці Ірландія за останні 20 років <i>NPWS</i> домігся десяти вироків за незаконне переслідування борсуків.
За даними організацій із захисту тварин, у 2009 році цькування борсуків зростає. Переслідування борсуків часто пов'язують з іншою злочинною діяльністю, і деякі практикуючі вихваляються своїми вчинками в соціальних мережах.
У 2018 році Девід Томас із Північного Вельсу був засуджений до 22 тижнів, а його спільник — до 20 за те, що нацьковував собак на борсуків.
Повідомляється, що злочинні угруповання, серед яких воєнізовані формування Північної Ірландії, продають борсуків до 700 фунтів стерлінгів для боротьби з собаками.

## Подальше читання
- Fleig, D. (1996). History of Fighting Dogs. pg 99 — 105 T.F.H. Publications. ISBN 0-7938-0498-1ISBN 0-7938-0498-1
- Homan, M. (2000). A Complete History of Fighting Dogs. pg 111—120 Howell Book House Inc. ISBN 1-58245-128-1
- King, H.H. (1931 1st ed.). Working Terriers, Badgers And Badger Digging. Read Country Books. ISBN 1-905124-20-1ISBN 1-905124-20-1